# ボー・ジョック
ボー・ジョック (Beau Jocque, 1953年11月1日 - 1999年9月10日) は、アメリカ合衆国ルイジアナ州を拠点に活動したザディコのアコーディオン奏者、シンガー。本名は、アンドラス・エスプレ。芸名は、ケイジャン・フレンチで「とても大きな男」という意味である。彼は、身長198cm、体重120kgという巨漢であった。小さい頃に体格の大きさから、そのあだながついたという。
1990年代のザディコ界に彗星のごとく登場し、その巨漢から繰り出す存在感と、ロックやソウルを取り入れた新鮮なサウンドからクリフトン・シェニエ、ブーズー・チェイヴィスに次ぐキング・オブ・ザディコの登場と話題になるも、1999年心臓発作により急逝した。彼のあとに登場した多くの若手ザディコ・プレイヤーたちとブーズーらトラディショナルなプレイヤーたちとの橋渡し的な存在としても、その存在はザディコの歴史に大きく刻まれている。

## 来歴
ボー・ジョックは、1953年、ルイジアナ州エヴァンジェライン郡のデュラルドに生まれた。親の代から伝統を引き継ぐケースも多いザディコの世界において、彼の場合はザディコの家系ではなく、また幼少期にザディコに親しんでいたわけでもなかった。
空軍に所属したのち、電気技師として働くようになったが、1987年に製油所で働いていた際に事故にあってしまう。一時的に下半身が麻痺してしまった彼は親の家で静養をしたが、その際父親が若い頃に弾いていたボタン式アコーディオンを見つけ、弾くようになった。10ヶ月ほどの静養の後、彼はルイジアナのザディコ・クラブに通い、生のザディコに触れるようになったのである。その過程で出会ったのがブーズー・チェイヴィスであり、彼の存在は、ボーの音楽に大きな影響を与えた。
1991年、妻のミシェルとともに、自己のバンド、ザディコ・ハイ・ローラーズを結成し、ニューオーリンズを中心に活躍するようになった。そして1993年にラウンダー・レコードより、アルバムBeau Jocque Boogieでデビューを果たす。同作収録の"Give Him Cornbread"は、強力なリズムとドスの効いたボーカル、ヒップホップやファンクの要素も取り入れたサウンドから、彼の看板的な曲として知られるようになった。
1994年にセカンドPick Up On This!、1995年にはライブ・アルバムGit It, Beau Jocque!と順調に作品をリリースしていく。1996年のGonna Take You Downtownでは、ウォーのCisco Kidをカバーするなど、更なるサウンドの広がりをみせた。
順調に活動を重ねていた中、1999年9月10日、ニューオーリンズのクラブ、ロックンボウルでのギグを終えて自宅に戻ったボーは、自宅でシャワー中に心臓発作を起こし、45歳で急死した。

## ディスコグラフィー
- 1993年 Beau Jocque Boogie (Rounder)
- 1994年 Pick Up on This! (Rounder)
- 1994年 My Name is Beau Jocque (Paula)
- 1995年 Nursery Rhyme (Beau Jocque)
- 1995年 Git It, Beau Jocque! (Rounder)
- 1996年 Gonna Take You Downtown (Rounder)
- 1998年 Check It Out, Lock It In, Crank It Up (Rounder)
- 1999年 Zydeco Giant (Mardi Gras)
- 2000年 I'm Coming Home (Mardi Gras)
- 2000年 Give Him Cornbread, Live! (Rounder)
- 2001年 This Is Beau Jocque! (Mardi Gras)